# Brothers (film 2024)
Brothers è un film del 2024 diretto da Max Barbakow.

## Trama
Il tentativo di un criminale riformato che tenta di rigare dritto svanisce quando, intraprendendo un viaggio per gli Stati Uniti, rivede suo fratello gemello e insieme cercano di fare il colpo della loro vita. I due dovranno riconciliarsi prima di uccidersi a vicenda; nel mentre avranno a che fare con sparatorie, con una madre prepotente e con la legge.

## Distribuzione
Il film è stato distribuito sulla piattaforma Amazon Prime Video dal 17 ottobre 2024.